# Top van Boekarest

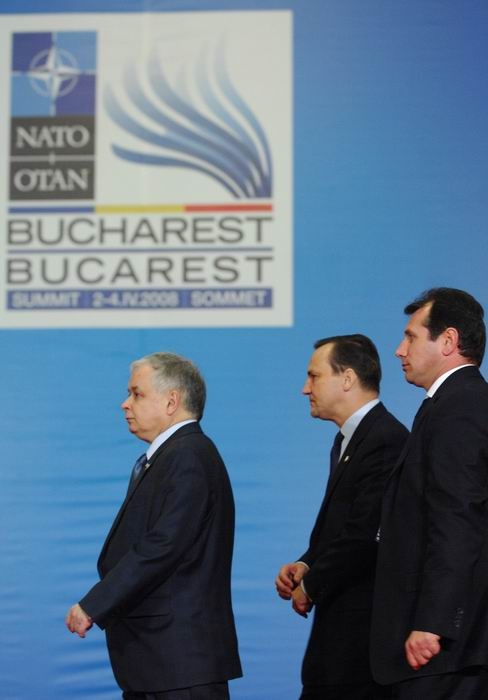
NAVO-top in Boekarest 2008

De Top van Boekarest 2008 of de 20e NAVO-top werd van 2 t/m 4 april 2008 gehouden in het Parlementspaleis, Boekarest, Roemenië.
Onder andere Kroatië en Albanië werden uitgenodigd om zich bij de Noord-Atlantische Verdragsorganisatie (NAVO) aan te sluiten. De Voormalige Joegoslavische Republiek Macedonië (FYROM) werd niet uitgenodigd om lid te worden van de NAVO vanwege het aanhoudende naamgevingsgeschil met Griekenland. Georgië en Oekraïne hadden gehoopt toe te treden tot het Actieplan voor Lidmaatschap van de NAVO (Membership Action Plan; MAP), maar hoewel de NAVO de aspiraties van de twee landen voor lidmaatschap verwelkomden en het erover eens waren dat 'deze landen lid zullen worden van de NAVO', besloten de NAVO-leden hun verzoek in december 2008 te herzien.

## Voorafgaande protesten in Brussel
Er werd gedemonstreerd tegen de rol van de NAVO bij het 'bevorderen van oorlog', twee weken voor de top op het NAVO-hoofdkwartier in Brussel en later in Boekarest. De demonstranten richtten zich op de hernieuwde vastberadenheid van de NAVO om kernwapens te gebruiken en op de steun van de NAVO aan het Amerikaanse antiraketschild.

## Agendapunten

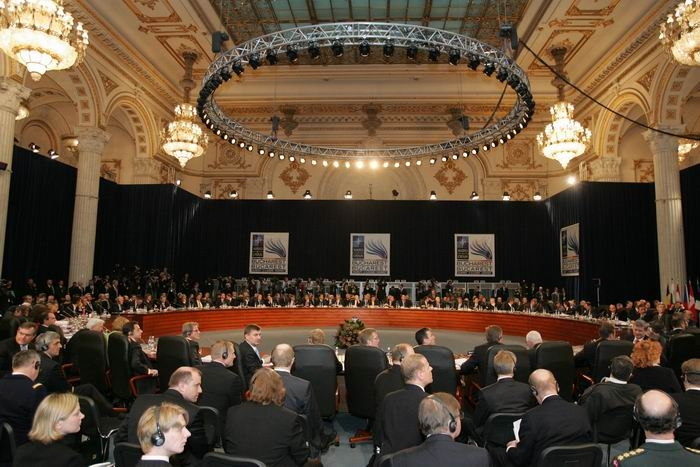
De top

Zoals Craig Kennedy, voorzitter van het Duitse Marshallfonds van de Verenigde Staten, zei in een inleiding op de NAVO-top in Boekarest en uit het NAVO-topprogramma:
- Capaciteit en vermogen van de NAVO
- De spanningen in de relatie tussen Rusland en de NAVO (3 en 4 april)
- Cyberbeveiliging
- Partnerschap EU-NAVO
- Energieveiligheid
- Stabiliteit van de Westelijke Balkan
- De missie in Afghanistan (2 en 3 april)
- NAVO-uitbreiding (Albanië, Kroatië, Voormalige Joegoslavische Republiek Macedonië)
- Lidmaatschap van het NAVO-actieplan (Georgië en Oekraïne) (4 april)
- Moldavië's toekomst in de NAVO

## Gastland
Roemenië streed om de organisatie van deze top met Portugal, dat aanvankelijk de top in 2006 zou organiseren, maar uiteindelijk instemde ten gunste van Letland, dat in 2006 de Top van Riga hield. Roemenië kreeg steun van de Verenigde Staten, de Amerikaanse staatssecretaris R. Nicholas Burns zei in december 2006 dat Roemenië de eer verdiende om dit evenement te houden vanwege zijn bijdrage aan de gezamenlijke inspanning van het bondgenootschap in de Oorlog in Afghanistan en voor stabiliteit in de Irakoorlog. Roemenië is sinds 14 maart 2004 lid van de NAVO.

## Niet-uitnodiging
Een uitnodiging om lid te worden van het bondgenootschap werd niet uitgereikt aan de Voormalige Joegoslavische Republiek Macedonië (FYROM). Griekenland had bij verschillende gelegenheden gedreigd een veto uit te spreken tegen het NAVO-bod van het land vanwege het langdurige geschil over de naam van het land. Het laatste VN-voorstel voor de top was de naam 'Republiek Macedonië (Skopje)', die door Griekenland werd verworpen. Athene stelde dat het gebruik van de naam 'Macedonië' territoriale aanspraken op zijn eigen regio Macedonië impliceerde. Skopje ontkende dit en citeerde grondwetswijzigingen die specifiek 'territoriale pretenties' uitsloten. NAVO-functionarissen zeiden dat het land besprekingen kon beginnen over toetreding tot het bondgenootschap zodra het zijn geschil met Griekenland had opgelost.
Terwijl Athene onder de voorwaarden van het Interim-Akkoord, ondertekend tussen de twee partijen in 1995, ermee instemde om 'lidmaatschap van internationale, multilaterale en regionale organisaties en instellingen' onder het FYROM-acroniem niet te blokkeren, verwachtte Griekenland dat het land onmiddellijk zou verzoeken om erkenning onder zijn grondwettelijke naam zodra het toegang kreeg tot de organisatie. Volgens politici in Skopje had Athene het Interim-Akkoord rechtstreeks geschonden.
De regeringen die het lidmaatschapsverzoek steunden, voerden aan dat het land de noodzakelijke hervormingen voor het lidmaatschap had voltooid en dat de regionale stabiliteit op de proef zou worden gesteld als het geen lid zou worden van de NAVO. Omgekeerd stelde Athene dat hoewel Skopje territoriale aanspraken officieel afwijst, er in de praktijk talrijke irredentistische provocaties zijn geweest door hoge regeringsfunctionarissen, schoolboeken en andere overheidspublicaties. Hoge functionarissen in Skopje beweerden dat het land had voldaan aan de NAVO-vereisten om toe te treden en dat het werd 'gestraft' voor zijn identiteit. 
Na een verzoek om uitspraak dat na deze top door FYROM tegen Griekenland over deze kwestie is ingediend bij het Internationaal Gerechtshof, oordeelde het Hof op 5 december 2011 dat Griekenland inderdaad de akkoorden had geschonden en ten onrechte had gehandeld.

## NAVO-Rusland bijeenkomst

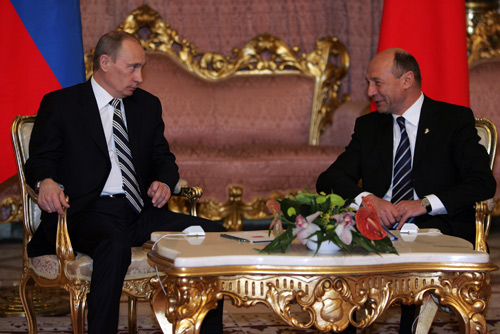
De Roemeense president Traian Băsescu en de Russische president Vladimir Poetin, tijdens de NAVO-top, in Boekarest, op 4 april 2008.

De Russische president Vladimir Poetin was uitgenodigd voor de top en hij arriveerde op de tweede dag (3 april) om deel te nemen aan bilaterale NAVO-Rusland-besprekingen. Rusland verzette zich tegen de Amerikaanse plannen voor een antiraketschild in Polen en Tsjechië en tegen de toetredingsbiedingen van Georgië en Oekraïne tot de NAVO, waarover op de top werd gesproken.

## Resultaat

### Samenvatting van 2 april
- De Duitse minister van Buitenlandse Zaken Frank-Walter Steinmeier sprak over Oekraïne en Georgië en probeerde Rusland daarmee niet te provoceren, aangezien ze allebei aan de Russische grens liggen en beide voormalige Sovjetstaten zijn.[21] De Roemeense president Traian Băsescu zei dat de Roemeense benadering van de relatie met Rusland was om 'de logica van de Koude Oorlog achter zich te laten'.[22]
- De Amerikaanse president George W. Bush had in Neptun een ontmoeting met president Băsescu over visa voor elkaars landen en werkten aan het organiseren van bilaterale relaties. President Băsescu beweerde dat Roemenië het verdiende om betere betrekkingen met de VS te hebben, aangezien het troepen naar Irak en Afghanistan had gestuurd[23] en met de VS had samengewerkt.[24][25]
- NAVO-secretaris-generaal Jaap de Hoop Scheffer opende de tentoonstelling 'Securing our future'. In dezelfde tentoonstelling werd de vertoning 'Verdediging tegen terrorisme' gelanceerd en werd gesproken over de betrokkenheid van de NAVO bij Irak en Afghanistan en het succes daarvan.[26]
- President Bush en de Poolse president Lech Kaczyński steunden Oekraïne en Georgië krachtig om lid te worden van het NAVO-actieplan; hij werd echter tegengewerkt door het Verenigd Koninkrijk, Frankrijk en Duitsland. Het Britse oordeel was dat, hoewel er volledige steun was voor zowel Oekraïne als Georgië, de vraag wanneer ze toe zouden treden nog in het gewis moest blijven. Angela Merkel, de Duitse bondskanselier, en president Nicolas Sarkozy van Frankrijk waren van dezelfde mening.[27]
- President Bush zei dat hij 'tevreden was met de toewijding van de NAVO aan Afghanistan'. Landen als Frankrijk en Roemenië beloofden meer troepen te sturen om de NAVO-missie in Afghanistan te ondersteunen.[28]
- Jaap de Hoop Scheffer en de Deense premier Anders Fogh Rasmussen lanceerden tijdens de NAVO-top in Boekarest een nieuwe webgebaseerde televisiezender die bedoeld was om het begrip van de Bondgenootschappelijke rollen, operaties en missies te verbeteren.[29]

### Samenvatting van 3 april
- Er werd een consensus bereikt over Kroatië en Albanië: de twee landen werden uitgenodigd om toetredingsonderhandelingen te beginnen om zich bij het Bondgenootschap aan te sluiten.[4]
- Het NAVO-bod van de Voormalige Joegoslavische Republiek Macedonië werd niet geaccepteerd vanwege het naamgeschil met Griekenland. Jaap de Hoop Scheffer zei echter dat de uitnodiging aan de autoriteiten van Skopje 'zo snel mogelijk, zodra een oplossing wordt gevonden' zou worden aangeboden.[30] FYROM-functionarissen spraken hun teleurstelling uit en voerden aan dat het besluit de stabiliteit op de Balkan zou ondermijnen. Alle NAVO-leden waren het er schriftelijk over eens dat FYROM zich niet bij het bondgenootschap zou kunnen aansluiten totdat het zijn geschil met Griekenland had bijgelegd.[31]
- Het bondgenootschap bood, grotendeels door de oppositie van Duitsland en Frankrijk, geen  Membership Action Plan (MAPS) aan Georgië of Oekraïne, maar beloofde het besluit in december 2008 te herzien. Hoewel Georgië geen MAP was aangeboden, verwelkomde het het besluit en zei: 'Het besluit om te accepteren dat we toetreden tot de NAVO is genomen en we beschouwen dit als een historisch succes'.[32] In de verklaring van de top stond echter: De deur van de NAVO zal open blijven voor Europese democratieën die bereid en in staat zijn de verantwoordelijkheden en verplichtingen van het lidmaatschap op zich te nemen, in overeenstemming met artikel 10 van het Verdrag van Washington. We herhalen dat een beslissing over uitbreiding van de NAVO aan de NAVO zelf is om te nemen. [. . . ] De NAVO verwelkomt de Euro-Atlantische aspiraties van Oekraïne en Georgië voor lidmaatschap van de NAVO. We hebben vandaag afgesproken dat deze landen lid zullen worden van de NAVO. Beide landen hebben waardevolle bijdragen geleverd aan de operaties van het bondgenootschap. We verwelkomen de democratische hervormingen in Oekraïne en Georgië en kijken uit naar vrije en eerlijke parlementsverkiezingen in mei in Georgië. MAP is de volgende stap voor Oekraïne en Georgië op hun directe weg naar lidmaatschap. Vandaag maken we duidelijk dat we de MAP-aanvragen van deze landen ondersteunen.
- Nicolas Sarkozy van Frankrijk bevestigde dat hij een bataljon troepen (ongeveer 800) naar het oosten van Afghanistan zou sturen[33] om ervoor te zorgen dat Canada in de provincie Kandahar kon blijven. Premier Stephen Harper dreigde Canada van de gevechtsmissie te verwijderen als nog eens 1000 troepen niet ter versterking zouden worden gestuurd.
- President Sarkozy zei ook dat Frankrijk op de volgende top in 2009 opnieuw in het militaire bevel van de NAVO zou kunnen worden geïntegreerd, nadat het in 1966 het militaire bevel van de NAVO had verlaten.
- Bosnië en Herzegovina en Montenegro waren begonnen met de intensieve dialoogfase van de NAVO en het bondgenootschap overwoog ook samen te werken met Servië.[34]
- Vladimir Poetin, de president van de Russische Federatie, arriveerde op vrijdag in Boekarest om deel te nemen aan de NAVO-Rusland Raadszitting. Poetin presenteerde aan de leden van de Alliantie het standpunt van Moskou over de toekomstige samenwerking in de Raad en de uitdagingen waarmee de wereld werd geconfronteerd.[35] President Poetin woonde de top met een positieve houding bij en wilde de geschillen met betrekking tot de erkenning van de provincie Kosovo of het Amerikaanse raketschild vermijden, en de toespraak van de Russische president zou gematigd zijn.[36]
- De NAVO sprak haar steun uit voor de territoriale integriteit, onafhankelijkheid en soevereiniteit van Armenië, Azerbeidzjan, Georgië en Moldavië.[37]
- Malta trad opnieuw toe tot het NAVO-Partnerschap voor de Vrede nadat het er in oktober 1996 een keer eerder uit was gegaan.[38]

### Samenvatting van 4 april
- De Russische president Vladimir Poetin nodigde tijdens het diner de Roemeense president Traian Băsescu uit om Rusland te bezoeken. De twee leiders kwamen een bilaterale ontmoeting overeen. Tijdens het diner had president Poetin een reeks ontmoetingen met de Amerikaanse president George W. Bush met wie hij sprak over de ontmoeting in Sotsji op 6 april, met de Duitse bondskanselier Angela Merkel, met VN-secretaris-generaal Ban Ki-moon, die op 9 april werd verwacht in Rusland, en met de voorzitter van de Europese Commissie, José Manuel Durão Barroso.[36]
- Rusland ondertekende een overeenkomst met de NAVO die de doorvoer door Rusland van niet-militaire uitrusting, voedselproducten, brandstof en transportvoertuigen naar troepen in Afghanistan toe zou staan.[39]
- De NAVO en Rusland waren het oneens over Kosovo en er werd geen consensus bereikt. Jaap de Hoop Scheffer zei dat 'het debat over Kosovo moet doorgaan omdat we een ronde van verschillende meningen hadden'.

## Na de top
- Polen beweerde tevreden te zijn met de NAVO-top. De Poolse delegatie op de NAVO-top in Boekarest was tevreden met de verklaring van de organisatie ter ondersteuning van de inzet van het Amerikaanse antiraketschild in Europa, zei Sławomir Nowak, het hoofd van het politieke kabinet van de premier.[40]
- De Russische president Poetin was verheugd over het besluit van het bondgenootschap om Georgië en Oekraïne voorlopig niet uit te nodigen voor het actieplan voor lidmaatschap.[41]
- NAVO-woordvoerder James Appathurai sprak over de positieve resultaten van de reünie op hoog niveau over de uitbreiding van het bondgenootschap en de raketverdediging van de NAVO, die complementair zou zijn aan de Amerikaanse. Hij was tevreden over Albanië en Kroatië. Hij zei ook dat de Voormalige Joegoslavische Republiek Macedonië nog steeds aan de 'deur van de alliantie' stond en zou worden uitgenodigd om lid te worden van de NAVO zodra het naamgevingsgeschil zou zijn opgelost.[42]